# 金陶塔斯·马图利斯
金陶塔斯·马图利斯（1986年12月6日—），立陶宛男子篮球运动员，2022年三對三世界盃籃球賽男子银牌得主、2024年夏季奥林匹克运动会男子三人铜牌得主。